# Pont de la tour Eiffel
Le pont de la tour Eiffel est un pont situé à Gatineau, dans le secteur de Hull au Québec.

## Description
À la manière de Gustave Eiffel, il a été construit rue Montcalm un pont qui pare le vieux château d'eau transformé restaurant (Les Brasseurs du Temps). Le pont comprend une poutre de suspension provenant de la tour Eiffel.
Le texte inscrit sur une plaque près du pont de la tour Eiffel se lit comme suit :

« Morceau de la poutre de suspension de l'ancien escalier sud de la tour Eiffel offert par Monsieur Jacques Chirac, Maire de Paris, à Monsieur Michel Légère, Maire de Hull. Ce morceau de la Tour Eiffel vient ainsi signifier visiblement, physiquement et mentalement l'identité culturelle de la ville de Hull et son appartenance à la culture française. »

— Michel Légère, maire, le 25 juillet 1990